# اونتاریو (ایلینوی)
اونتاریو (به انگلیسی: Ontario) یک منطقهٔ مسکونی در ایالات متحده آمریکا است که در شهرستان ناکس، ایلینوی واقع شده‌است. اونتاریو ۲۴۵٫۹۸ متر بالاتر از سطح دریا واقع شده‌است.